# Věra Tydlitátová
Věra Tydlitátová, rozená Šmídová (* 17. května 1959 Rokycany) je česká výtvarnice, religionistka, judaistka, aktivistka, politička, publicistka a vysokoškolská pedagožka. Zabývá se rovněž extremismem a xenofobií. Je zakladatelkou Ligy proti antisemitismu. Od roku 2001 působí na Západočeské univerzitě na Katedře blízkovýchodních studií na Filozofické fakultě.

## Životopis
Pochází z nestranické intelektuální rodiny perzekvované komunistickým režimem, proto nesměla studovat střední školu. Po dvouletém odkladu, kdy pracovala jako dělnice v papírně, vystudovala Střední průmyslovou školu v Hellichově ulici v Praze, kterou absolvovala v roce 1980. Je signatářkou Charty 77, Několika vět a Hnutí za občanskou svobodu. Působila v pražském disentu a v roce 1989 patřila k hlavním iniciátorům vzniku OF v Plzni.
Pracovala jako referentka pro styk s tiskárnami ve Státní knihovně v Klementinu, později působila jako průvodkyně v Kutné Hoře, po roce 1989 jako šéfredaktorka Hořovických novin (nyní Podbrdské noviny). Uspořádala několik výstav obrazů. Vysokou školu směla studovat až po listopadu 1989, v letech 1994–1997 studovala na IZV v Praze, v letech 1997–2000 vystudovala FF UK, obor religionistika, doktorský titul v oboru religionistika získala na ETF obhajobou práce Symbolika hradeb a bran ve Starém zákoně v roce 2003.
Působí jako výtvarnice (obrazy a ilustrace knih) a publikuje odborné nebo populárně naučné články hlavně z oboru religionistiky. Je autorkou několika odborných monografií a jedné básnické sbírky. Na svých blozích představuje témata z religionistiky, judaistiky, cestopisy, recenze a vystupuje kriticky proti všem formám extremismu, rasismu a antisemitismu. V roce 2008 organizovala podle webu Romea.cz demonstrace proti pochodům neonacistů kolem synagogy v Plzni. V roce 2010 vstoupila do aktivní politiky, byla zvolena do Zastupitelstva Statutárního města Plzně, kde působila do roku 2014.
V listopadu 2023 spoluiniciovala výzvu proti šíření projevů antisemitismu v akademickém prostředí.
Je vdova (po faráři Janu Tydlitátovi), má dvě dcery.

## Dílo
Monografie
- TYDLITÁTOVÁ, Věra. Zvířata v Hebrejské bibli a v židovské tradici. Plzeň: Západočeská univerzita v Plzni, 2022. 309 s. ISBN 978-80-261-1060-6.
- TYDLITÁTOVÁ, Věra. Kosmologie Hebrejské bible a starověké židovské tradice. Plzeň: Západočeská univerzita v Plzni, 2019. 227 s. ISBN 978-80-261-0868-9.
- TYDLITÁTOVÁ, Věra. Židé v Putinově stínu. Antisemitismus v české prokremelské propagandě. Plzeň: Západočeská univerzita v Plzni, 2017. 572 s. ISBN 978-80-261-0703-3.
- TYDLITÁTOVÁ, Věra. E-antisemitismus - projevy antisemitismu na českém internetu. Plzeň: Západočeská univerzita v Plzni, 2013. 412 s. ISBN 978-80-261-0256-4.
- TYDLITÁTOVÁ, Věra. Dějiny přemýšlení o náboženství a víře. Plzeň: Západočeská univerzita v Plzni, 2011. 212 s. ISBN 978-80-7043-939-5.
- TYDLITÁTOVÁ, Věra. Symbolika hradeb a bran v hebrejské Bibli. Praha: Triton, 2010. 184 s. ISBN 978-80-7387-305-9.
- TYDLITÁTOVÁ, Věra. Stromy ve starozákonní tradici. Středokluky: Zdeněk Susa, 2008. 248 s. ISBN 978-80-86057-47-7.
- BALABÁN, Milan; TYDLITÁTOVÁ, Věra. Gilgameš : Mytické drama o hledání věčného života. Praha: Vyšehrad, 2002. 296 s. ISBN 80-7021-392-2.
- BALABÁN, Milan; TYDLITÁTOVÁ, Věra. Tázání po budoucím. Ilustrace Věra Tydlitátová. Praha: Herrmann & synové, 2002. 263 s. ISBN 80-7021-392-2.

Kapitoly v monografiích
- ARAVA-NOVOTNÁ, Lena; BUDIL, Ivo T.; TARANT, Zbyněk; TYDLITÁTOVÁ, Věra. Nová doba, stará zloba: soudobý antisemitismus v historickém kontextu. 1. vyd. Plzeň: Západočeská univerzita v Plzni, 2010. 195 s. ISBN 978-80-7043-937-1. Kapitola Akademický antisemitismus, s. 99–127.
- HANZOVÁ, Alena, a kol. Anatomy of hatred : essays on anti-semitism. 1. vyd. Plzeň: Západočeská univerzita v Plzni, 2009. 113 s. ISBN 978-80-7043-861-9. Kapitola Revival of Religious Anti-Judaism in the Post-Modern Spectrum of Ideologies, s. 71–76.
- KNOTKOVÁ-ČAPKOVÁ, Blanka; TYDLITÁTOVÁ, Věra. Obrazy ženství v náboženských kulturách. 1. vyd. Praha: Paseka, 2008. 351 s. ISBN 978-80-7185-890-4. Kapitola Judaismus, s. 17–67.
- HAUSTENOVÁ, Annett. Náboženství světa. 1. vyd. Plzeň: Fraus, 2006. 47 s. ISBN 978-80-261-1060-6. Kapitola Čemu věřili Evropané před přijetím křesťanství?, s. 6.

Odborné články v recenzovaných časopisech a sbornících
- PÍSAŘOVÁ, Petra; TYDLITÁTOVÁ, Věra. Vztah člověka a zvířete v Tanachu. In: Západočeská univerzita. Filozofická fakulta. Akta Fakulty filozofické Západočeské univerzity v Plzni. 1. vyd. Ústí nad Labem: Nakladatelství a vydavatelství Vlasty Králové, 2006. ISBN 80-903412-9-2. S. 31–47.

Kapitoly ve sbornících
- TYDLITÁTOVÁ, Věra. Některé současné projevy antijudaismu. In: GREŠKOVÁ, Lucia. Náboženské korene pravicového extrémizmu. 1. vyd. Bratislava: Ústav pre vzťahy štátu a církvi, 2010. ISBN 978-80-89096-42-8. S. 46–58.
- TYDLITÁTOVÁ, V. Symbol "čtyř zvířat" v Ezechielově vizi. In Orientalia Antiqua Nova. III.. Dobrá Voda : Aleš Čeněk, 2003. s. 125-133. ISBN 80-86473-58-9.
- TYDLITÁTOVÁ, V. Zakladatelé měst v tenachickém podání. in: Orientalia Antiqua Nova IV., Aleš Čeněk. 2004. ISBN 80-86473-81-3.
- TYDLITÁTOVÁ, V.; PÍSAŘOVÁ, P. Červená šňůrka - od magie ke komerci. In Blízký východ v současném světě I.. Plzeň : Aleš Čeněk, 2005. s. 87-95. ISBN 80-86898-59-8.
- TYDLITÁTOVÁ, V. Křesťanský sionismus v politické hře. In Blízký východ v současném světě. II.. Plzeň : Aleš Čeněk, 2006. s. 55-63. ISBN 80-86898-85-7.
- TYDLITÁTOVÁ, V.; PÍSAŘOVÁ, P. Co znamená pojem mišpacha v biblické tradici. In Orientalia Antiqua Nova. VI.. Ústí nad Labem : Vlasta Králová, 2006. s. 91-99. ISBN 80-87025-04-0.
- TYDLITÁTOVÁ, V. Freedom Without Responsibility. in: The Global Forum for Combating Antisemitism. International Conference. February 24-25,2008 Jerusalem. Ministry of Foreign Affairs Jerusalem. 2008 [DVD]
- TYDLITÁTOVÁ V.: Korunovace pod posvátným stromem : na památku Slavomila Daňka. Ve sborníku: Orientalia Antiqua Nova VIII, str. 404-411. Orientalia Antiqua Nova VIII, Plzeň, 14.2.2008 - 15.2.2008. ISBN 978-80-87094-13-6.
- TYDLITÁTOVÁ V.: Zakladatelé měst v tenachickém podání. In: Orientalia Antiqua Nova. IV, str. 125-134. Orientalia Antiqua Nova IV., Plzeň, 12.2.2004 - 12.2.2004. ISBN 80-86473-81-3.
- TYDLITÁTOVÁ V.: Problém náboženské řeči v moderní společnosti. Ve sborníku: Studentská vědecká konference , str. 42-46. Studentská vědecká konference v Praze 26. a 27.4.2002, Praha, 26.4.2002 - 27.4.2002. ISBN 80-85863-84-7.
- TYDLITÁTOVÁ V.: Popření dějin jako zbraň. Ve sborníku:Totalitarismus 3, str. 181-188. Totalitarismus 3, Plzeň, 11.5.2007 - 11.5.2007. ISBN 978-80-87025-15-4.
- TYDLITÁTOVÁ V.: Oživení totalitních ideologií na přelomu 20. a 21. století : popírání šoá v islámu. In: Totalitarismus 2, str. 142-148. Totalitarismus 2, Plzeň, 19.5.2006 - ISBN 80-87025-03-2.
- TYDLITÁTOVÁ, V.: O svobodě zrozené ze skepse In "Pouštěj svůj chléb po vodě ...". Brno : Centrum pro studium demokracie a kultury, 1999, s.103-107. ISBN 80-85959-51-8
- TYDLITÁTOVÁ V.: Mytologie stará a nová, aneb soustavné pojednání o ohrožených bytostech a hladu duše. Ve sborníku: Transdisciplinární gratulovník Ivanu M. Havlovi k šedesátým narozeninám, str. 549-561. ISBN 80-7298-006-8.
- TYDLITÁTOVÁ V.: Křesťanský sionismus v politické hře. In: Blízký východ v současném světě II., str. 55-63. Blízký východ v současném světě , Plzeň, 06.04.2006 - ISBN 80-86898-85-7.
- TYDLITÁTOVÁ V.: Jób (biblický esej). Ve sborníku: Logos a svět, Praha : Oikoymenh, 1997 str. 283-285. ISBN 80-86005-40-2.
- TYDLITÁTOVÁ V.: Elá a posvátný háj - stromy a vůně v izraelské symbolice. Ve sborníku: Orientalia Antiqua Nova VII., str. 213-220. Orientalia Antiqua Nova VII., Plzeň, 15.2.2007 - 16.2.2007. ISBN 978-80-87025-13-0.
- TYDLITÁTOVÁ V.: Děsivá láska. Ve sborníku: Sborník k sedmdesátinám Milana Balabána, Praha : Onyx, 1999. str. 212-214. ISBN 80-85228-55-6.

Poezie
- TYDLITÁTOVÁ, Věra. Obratník Jednorožce. Brno: Kartuziánské nakladatelství, 2011. 123 s. ISBN 978-80-86953-74-8.